# Albert Hurter
Pour les articles homonymes, voir Hurter.
Albert Hurter était un animateur suisse né le 11 mai 1883 à Zurich, Suisse, émigré aux États-Unis et décédé le 28 mars 1941 à Los Angeles, Californie (États-Unis).

## Biographie
Il rejoint les studios Disney comme animateur en 1931.
Walt Disney lui « laisse la liberté de donner des idées et a ainsi contribué de manière significative à des films comme Blanche-Neige et les Sept Nains (1937) » ou Pinocchio (1940).

## Filmographie
- 1931 : Le Vilain Petit Canard
- 1931 : Mélodies égyptiennes
- 1931 : The Cat's Nightmare
- 1932 : Rien qu'un chien
- 1934 : Une petite poule avisée
- 1935 : Bébés d'eau
- 1935 : Carnaval des gâteaux
- 1937 : Blanche-Neige et les Sept Nains
- 1940 : Pinocchio